# Allium scilloides
Allium scilloides — вид трав'янистих рослин родини амарилісові (Amaryllidaceae), ендемік США.

## Опис
Цибулин 1–5, від кулястих до яйцеподібних, 1–2 × 0.8–2 см; зовнішні оболонки червонуваті або коричнюваті, перетинчасті; внутрішні — білі або світло-коричневі. Листки 6–15 см × 2–4 мм. Зонтик прямостійний, компактний, 5–12-квітковий, півсферичний, цибулинки невідомі. Квіти дзвінчасті, 6–8 мм; листочки оцвітини прямостійні, білі або рожеві з зеленими серединними жилками, стають червонувато-пурпурними, широко еліптично-довгастими, ± рівні, стають жорсткими. Пиляки пурпурні; пилок від білого до сірого. Насіннєвий покрив тьмяний. 2n = 14.

## Поширення
Поширений у Вашингтоні.